# Johannes Kosnetter
Johannes Kosnetter (* 27. Juli 1902 in Wien; † 1. März 1980 ebenda) war ein österreichischer Theologe und Hochschullehrer.

## Leben
Nach der Matura studierte Johannes Kosnetter Katholische Theologie an den Universitäten Wien und Berlin und wurde 1925 zum Priester geweiht. Von 1925 bis 1931 war er Kaplan in Kirchberg am Wechsel sowie im zweiten Wiener Bezirk. Zudem unterrichtete er Religion an mehreren Mittelschulen. 1930 wurde Kosnetter promoviert und wurde anschließend 1931 Kaplan am Collegio Teutonico di Santa Maria dell’Anima in Rom. Gleichzeitig studierte er Exegese und orientalische Sprachen am Päpstlichen Bibelinstitut in Rom. 1936 wurde er Privatdozent für Theologie an der Universität Wien und unternahm eine Studienreise nach Palästina. 1937 wurde er außerordentlicher Professor in Wien. Nach Studienreisen 1939 nach Griechenland und in die Türkei wurde Kosnetter im selben Jahr ordentlicher Professor in Wien. Nach dem Zweiten Weltkrieg blieb Kosnetter als Professor des Neuen Testaments an der Universität Wien, wo er von 1949 bis 1950 Dekan der Katholisch-Theologischen Fakultät war. Er wurde 1972 emeritiert. Am 12. Februar 1973 wurde er mit dem Großen Silbernen Ehrenzeichen für Verdienste um die Republik Österreich ausgezeichnet.
Seit 1921 war er Mitglied der katholischen Studentenverbindung KÖStV Aargau Wien.

## Verhältnis zum Nationalsozialismus
Während der Nazizeit brachte Kosnetter jahrelang einer vom Dienst enthobenen jüdischen Mittelschullehrerin Esswaren in ihre Wohnung in der Leopoldstraße. Zwei bei Kosnetter 1942 und 1943 abgeschlossene Doktorarbeiten, die sich mit dem Verhältnis von Jesus bzw. Paulus zum jüdischen Volk beschäftigten, haben mit dem Antisemitismus der Nazis nichts zu tun.

## Publikationen
- Die Taufe Jesu. Exegetische und religionsgeschichtliche Studien. Mayer, Wien 1936.
- Die Neuheit des Christentums. Herder, Wien 1949.
- Theodor Kardinal Innitzer zum Gedächtnis. Gedenkrede gehalten bei der akademischen Trauerfeier der Wiener Universität am 17. Dezember 1956. Herder, Wien 1957.
- Nietzsche und das katholische Priesterbild. Zeitkritische Überlegungen. Selbstverlag, Wien 1970.

## Sekundärliteratur
- Robert Teichl: Österreicher der Gegenwart. Lexikon schöpferischer und schaffender Zeitgenossen. Österreichische Staatsdruckerei, Wien 1951, S. 157.